# Florina
A Florina a latin Florinus férfinévnek a női párja. Jelentése: a Florus családhoz tartozó. A nemzetségnév alapszavának jelentése virágos, virágzó, (átvitt értelemben) tekintélyes, hatalmas.

## Gyakorisága
Az 1990-es években szórványos név, a 2000-es években nem szerepel a 100 leggyakoribb női név között.

## Névnapok
- május 1.[2]
- május 4.[2]

## Híres Florinák
Florina Ilis román írónő